# Metaniphargus jouberthiei
Metaniphargus jouberthiei is een vlokreeftensoort uit de familie van de Hadziidae. De wetenschappelijke naam van de soort is voor het eerst geldig gepubliceerd in 1985 door Stock.